# 大津街道
大津街道（おおつかいどう）は、東海道の髭茶屋追分を経て大津宿に至る街道の汎称であるが、伏見宿と大津宿を結ぶ、東海道の延長部分の一部のことをいう場合が多い。

## 大津・伏見宿間の街道
東海道の大津宿から京都中心部（洛中）を通らず、髭茶屋追分から山科盆地を南下し、勧修寺から稲荷山の南麓に抜ける道（大岩街道・勧修寺越）を通り、大亀谷を経て伏見宿に至る街道を指す。『東海道宿村大概帳』によれば伏見宿から大津宿までは4里8町であった。概ね現在の滋賀県道・京都府道35号大津淀線にあたる。
東海道から分岐し、大坂（大阪）に至る街道の一区間であるが、この道のりも東海道の一部である。参勤交代の西国大名が都に入り朝廷と接触することを嫌って、江戸幕府が整備したとされ、道中奉行が作成した『東海道分間延絵図』にこの道筋が明示される。
江戸から京を通らず大津街道を経て大坂までの東海道を近年は東海道五十七次（伏見宿、淀宿、枚方宿、守口宿を加える）と言うこともある。
『拾遺都名所図会』には「秀吉公伏見御在城の時より開初し」とあり、伏見城を築城した豊臣秀吉の在城の時に拓かれたとされる。
伏見宿から辿る経路は、寛文10年（1670年）の『山城国伏見街衢並近郊図』によれば、堀之上町から伏見街道を北進し、藤森神社の前で東に折れ、鳥居崎町を経て大亀谷の枡尾町から北へ折れ、筆が坂をのぼると谷口町に至る。現在の道筋でいうと、伏見からしばらくは伏見街道を行くが、深草の藤森神社前で東に分岐し、現在の京都教育大学キャンパス東方の西福寺の角で再び北向きに転じ、JR奈良線を斜めに横切り小さな屈曲を経て大岩街道に合流し、これを東に辿れば山科勧修寺に至る。ここから山科盆地を北上し追分（髭茶屋追分）で三条大橋からの東海道（三条街道）と合流する。
藤森神社の鳥居には後水尾天皇の勅額が掲げられていたため、社前では参勤交代の大名も下馬・一礼しなければならなかった。幕末にはこれを嫌った近藤勇が、鳥居から勅額を下ろさせたとの伝説もある。
『東海道宿村大概帳』の大津宿の項によれば、通過地点として「勧修寺村・小野村・大宅村・行燈町・大塚村・音羽村小山村入会・髭茶屋町・八軒町」が記される。また大宅村地内に現在の京都市内では唯一の一里塚があった。
また、1880年（明治13年）に開業した東海道本線の当初のルートは東山を迂回して大津街道に沿ったルートであった。なお、東海道本線は1922年（大正10年）に現在の膳所駅 - 京都駅間を直線状で結ぶルートに変更され、大津街道沿いの旧東海道本線の跡地の多くは1963年（昭和38年）から名神高速道路に転用されている。

### 別名
東海道の一部であり、伏見宿へ向かう道であることから、伏見街道、伏見通（ふしみみち）、また大坂に向かうことから大坂街道ともいう。
淀宿からは鳥羽街道、また伏見宿からは伏見街道あるいは竹田街道を経て京に至ることから、伏見宿から大坂方は京街道であるが、大津宿・伏見宿間だけを見ると京を迂回するため、京へ至る街道の汎称を指す「京街道」には本来当たらない。

## その他の道のり

### 三条街道
三条大橋から江戸に向けて進み、髭茶屋追分を経て大津宿への東海道（三条街道）も大津へ向かう街道であり、これを大津街道ということもある。その他の別名としては、大津道、近江路（近江道）など。

### 奈良街道
髭茶屋追分から山科盆地を南下し、小野、醍醐、石田を経て六地蔵に至り、宇治川右岸を観月橋（豊後橋）北詰までを指して大津街道という場合もある。これは大津から伏見への脇往還にあたり六地蔵街道ともいわれるが、これを大津街道という場合は、前述の大津宿から勧修寺越（大岩街道）を経て伏見宿に至る東海道の道のりを大津本街道ともいう。